# 제8요일
《제8요일》(프랑스어: Le huitième jour)은 자코 반 도마엘이 감독을 맡은 벨기에 영화이다. 성공한 세일즈 강사이지만 아내와 별거하고 자녀와 소원한 아리는 비오는 밤에 운전을 하다 우연히 요양원에서 탈출한 다운 증후군 환자인 조르주의 개를 치게 된다. 이렇게 만난 두 사람은 서로를 이해하면서 우정을 쌓아 나가게 된다. 파스칼 뒤켕과 다니엘 오떼이유는 이 영화로 1996년 칸영화제에서 남우주연상을 공동 수상하였다.

## 출연진
- 다니엘 오떼유 - 아리 역
- 파스칼 뒤켕 - 조르주 역
- 미우미우 - 줄리 역
- 헨리 가르신 - 은행 중역 역
- 이사벨 사도얀 - 조르주의 어머니 역
- 미셸 마에 - 나탈리 역
- 파비앙 로리오 - 파비앙 역

## SBS 성우진 (2003년 4월 18일)
- 성완경 - 조르주(파스칼 뒤켕)
- 박지훈 - 아리(다니엘 오떼유)
- 문옥현
- 정동열
- 신흥철
- 최문자
- 이재정
- 박상훈
- 배정미
- 조예신
- 이원준
- 김호성